# Lábatlangyík-alakúak
A lábatlangyík-alakúak (Diploglossa vagy Anguimorpha) a hüllők (Reptilia vagy Sauropsida) osztályába a  pikkelyes hüllők (Squamata) rendjébe és a gyíkok (Sauria) alrendjébe tartozó alrendág.

## Rendszerezés
Az alrendágba az alábbi 3 család tartozik:
- lábatlangyíkfélék (Anguidae)
- amerikai lábatlangyíkfélék (Anniellidae)
- bütykösgyíkfélék (Xenosauridae)